# خورجل بالا (فين)
خورجل بالا (بالفارسية: خورجل بالا) هي قرية تقع في إيران في قسم فين الريفي. يقدر عدد سكانها بـ 8 نسمة بحسب إحصاء 2016.